# Giấy phép xây dựng

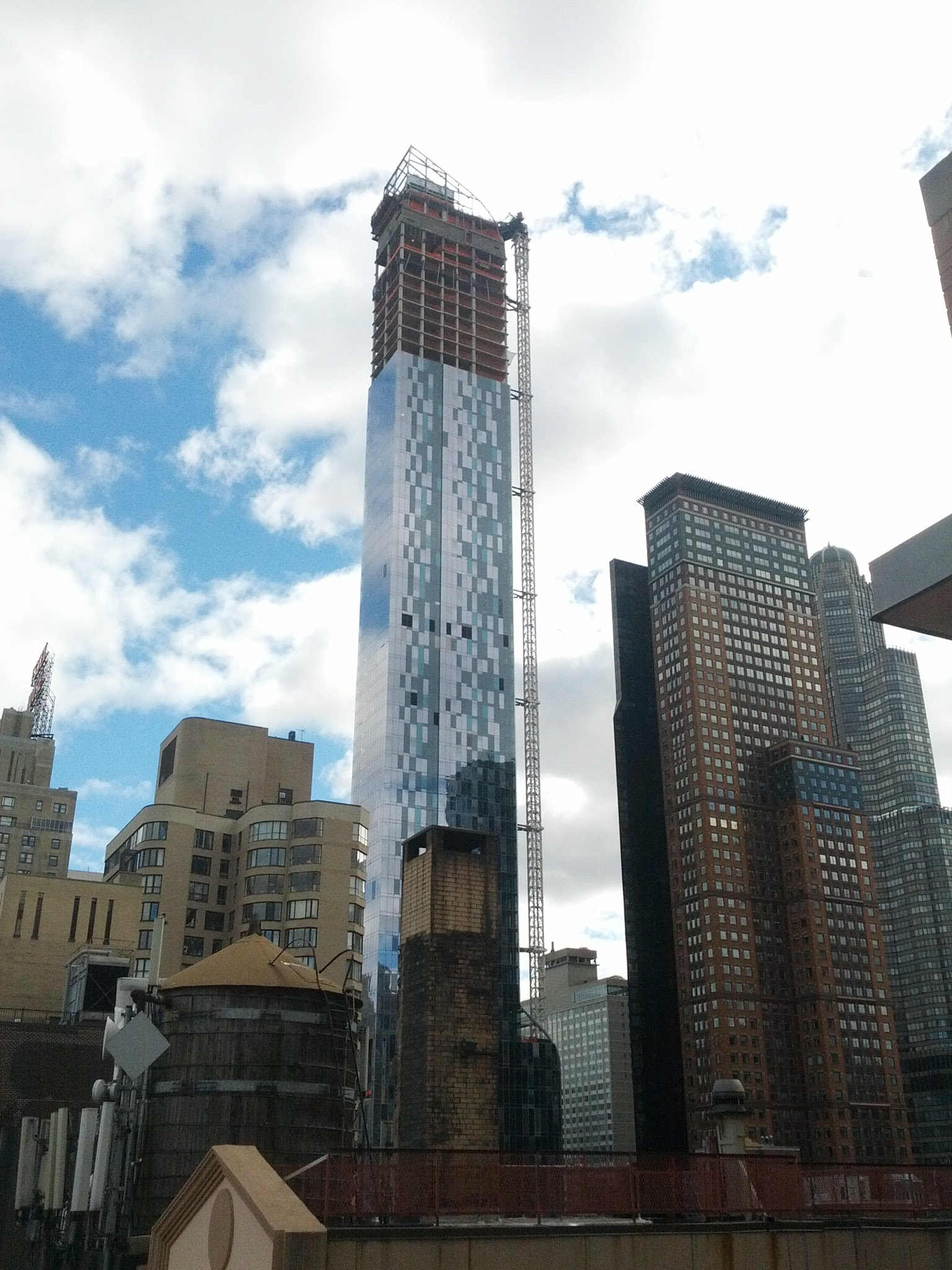
One57 là tòa nhà chọc trời ở Thành phố New York đang được xây dựng sau khi vượt qua các kiểm tra nghiêm ngặt về quy định xây dựng địa phương.

Giấy phép quy hoạch hoặc giấy phép xây dựng là giấy tờ cho phép người dân hoặc doanh nghiệp thực hiện việc xây dựng mới, mở rộng công trình, sửa chữa lớn, hoặc phá dỡ trong một số trường hợp. Quy trình này thường phải tuân theo các quy định pháp luật của từng khu vực. Ở Việt Nam trình tự, thủ tục xin và cấp giấy phép xây dựng được quy định trong Luật, Nghị định, Thông tư và các hướng dẫn thi hành chi tiết.
Giấy phép xây dựng nhà ở cần phải tuân theo các quy định về xây dựng. Ngoài ra, còn có quy trình kiểm tra kế hoạch (PLCK) để đảm bảo rằng công trình tuân thủ đúng quy hoạch của khu vực, nếu có. Ví dụ, không thể xin giấy phép để xây dựng một hộp đêm trong khu dân cư đông đúc, vì không phù hợp với quy hoạch sử dụng đất của khu vực đó.
Việc cấp phép xây dựng là một phần của quy hoạch đô thị và luật xây dựng, thường do chính quyền địa phương giám sát và quản lý. Số lượng giấy phép xây dựng được cấp mỗi năm thay đổi tùy theo quốc gia. Quy trình cấp phép tự động thường nhanh hơn so với quy trình yêu cầu phê duyệt chi tiết.

## Tại Việt Nam

### Đối tượng phải xin giấy
Tùy theo từng quốc gia thì có những quy định pháp luật khác nhau. Ở Việt Nam, theo quy định tại khoản 30 Điều 1 Luật Xây dựng sửa đổi 2020 sửa đổi, bổ sung Điều 89 Luật xây dựng 2014 (được Nghị định chuyên ngành hướng dẫn) thì trước khi khởi công xây dựng công trình chủ đầu tư phải có giấy phép xây dựng. Tuy vậy, Luật cũng loại trừ trường hợp xây dựng các công trình không phải xin giấy phép gồm:
- Công trình thuộc bí mật nhà nước, công trình xây dựng theo lệnh khẩn cấp, công trình tạm phục vụ xây dựng công trình chính
- Công trình xây dựng theo tuyến không đi qua đô thị nhưng phù hợp với quy hoạch xây dựng, dự án đầu tư xây dựng đã được cơ quan nhà nước có thẩm quyền phê duyệt.
- Công trình xây dựng thuộc dự án khu đô thị, khu công nghiệp, khu chế xuất, khu công nghệ cao, khu nhà ở có quy hoạch chi tiết xây dựng tỷ lệ 1/500 đã được cơ quan nhà nước có thẩm quyền phê duyệt
- Công trình hạ tầng kỹ thuật quy mô nhỏ thuộc các xã vùng sâu, vùng xa
- Nhà ở riêng lẻ tại vùng sâu, vùng xa không thuộc đô thị, không thuộc điểm dân cư tập trung, điểm dân cư nông thôn chưa có quy hoạch xây dựng được duyệt
- Các công trình sửa chữa, cải tạo, lắp đặt thiết bị bên trong không làm thay đổi kiến trúc, kết cấu chịu lực và an toàn của công trình.
- Công trình thuộc dự án đầu tư xây dựng đã được Thủ tướng Chính phủ, Bộ trưởng, thủ trưởng cấp Bộ, Chủ tịch Uỷ ban nhân dân các cấp quyết định đầu tư trừ công trình chỉ yêu cầu lập Báo cáo kinh tế – kỹ thuật

### Điều kiện và thẩm quyền cấp

#### Điều kiện cấp giấy phép
Điều kiện cấp giấy phép xây dựng công trình trong đô thị thì việc cấp giấy phép xây dựng công trình trong đô thị phải đáp ứng các điều kiện như:
- Phù hợp với quy hoạch xây dựng chi tiết được duyệt
- Bảo đảm các quy định về chỉ giới đường đỏ, chỉ giới xây dựng thiết kế đô thị, các yêu cầu về an toàn đối với công trình xung quanh, bảo đảm hành lang bảo vệ các công trình giao thông, thủy lợi, đê điều, năng lượng, khu di sản văn hoá, di tích lịch sử - văn hoá và khu vực bảo vệ các công trình khác theo quy định của pháp luật.
- Các công trình xây dựng, nhà ở riêng lẻ trong khu bảo tồn di sản văn hoá, di tích lịch sử - văn hoá phải bảo đảm mật độ xây dựng, đất trồng cây xanh, nơi để các loại xe, không làm ảnh hưởng đến cảnh quan, môi trường
- Công trình sửa chữa, cải tạo không được làm ảnh hưởng đến các công trình lân cận về kết cấu, khoảng cách đến các công trình xung quanh, cấp nước, thoát nước, thông gió, ánh sáng, vệ sinh môi trường, phòng, chống cháy, nổ
- Bảo đảm khoảng cách theo quy định đối với công trình vệ sinh, kho chứa hoá chất độc hại, các công trình khác có khả năng gây ô nhiễm môi trường, không làm ảnh hưởng đến người sử dụng ở các công trình liền kề xung quanh
- Khi xây dựng, cải tạo các đường phố phải xây dựng hệ thống tuy nen ngầm để lắp đặt đồng bộ hệ thống các công trình hạ tầng kỹ thuật, cốt xây dựng mặt đường phải tuân theo cốt xây dựng của quy hoạch xây dựng và thiết kế đô thị.
- Đối với công trình nhà cao tầng cấp đặc biệt, cấp I phải có thiết kế tầng hầm, trừ các trường hợp khác có yêu cầu riêng về thiết kế tầng hầm.

#### Thẩm quyền cấp
Uỷ ban nhân dân cấp tỉnh, (tỉnh, thành phố trực thuộc Trung ương) cấp giấy phép xây dựng đối với các công trình xây dựng có quy mô lớn, công trình có kiến trúc đặc thù, công trình tôn giáo và các công trình xây dựng khác thuộc địa giới hành chính do mình quản lý theo quy định của Chính phủ. Cụ thể hơn thì Ủy ban nhân dân cấp tỉnh tổ chức cấp Giấy phép xây dựng đối với các công trình xây dựng cấp đặc biệt, cấp I, các công trình tôn giáo, các công trình di tích lịch sử - văn hoá, các công trình tượng đài, quảng cáo, tranh hoành tráng thuộc địa giới hành chính do mình quản lý, những công trình trên các tuyến, trục đường phố chính trong đô thị, các công trình thuộc dự án có vốn đầu tư trực tiếp nước ngoài, những công trình thuộc dự án và các công trình khác do Ủy ban nhân dân cấp tỉnh quy định
Uỷ ban nhân dân cấp huyện (quận, huyện, thành phố thuộc tỉnh) cấp giấy phép xây dựng đối với các công trình xây dựng trong đô thị, các trung tâm cụm xã thuộc địa giới hành chính do mình quản lý, trừ các công trình xây dựng có quy mô lớn, công trình có kiến trúc đặc thù, công trình tôn giáo và các công trình xây dựng khác thuộc địa giới hành chính do mình quản lý theo quy định của Chính phủ và nhà ở riêng lẻ ở đô thị thuộc địa giới hành chính do mình quản lý
Uỷ ban nhân dân cấp xã (xã, phường, thị trấn) cấp giấy phép xây dựng nhà ở riêng lẻ ở những điểm dân cư nông thôn đã có quy hoạch xây dựng được duyệt, những điểm dân cư theo quy định của Uỷ ban nhân dân cấp huyện phải cấp giấy phép xây dựng thuộc địa giới hành chính do mình quản lý.

### Nội dung giấy phép
Nội dung chủ yếu của giấy phép xây dựng bao gồm:
- Địa điểm, vị trí xây dựng công trình, tuyến xây dựng công trình
- Loại, cấp công trình
- Cốt xây dựng công trình
- Chỉ giới đường đỏ, chỉ giới xây dựng
- Bảo vệ môi trường và an toàn công trình
- Đối với công trình dân dụng, công trình công nghiệp trong đô thị ngoài các nội dung trên thì còn phải có nội dung về diện tích xây dựng công trình, chiều cao từng tầng, chiều cao tối đa toàn công trình, màu sắc công trình
- Những nội dung khác quy định đối với từng loại công trình
- Hiệu lực của giấy phép.

### Thủ tục, trình tự xin và cấp
Thủ tục, trình tự xin và cấp bao gồm việc cá nhân, tổ chức nộp hồ sơ xin cấp phép xây dựng đến quận, sau khi kiểm tra, xem xét tính hợp lệ, quận sẽ thụ lý hồ sơ, người cấp phép đóng phí. Trong thời hạn 20 ngày sẽ cấp phép.

#### Hồ sơ xin cấp

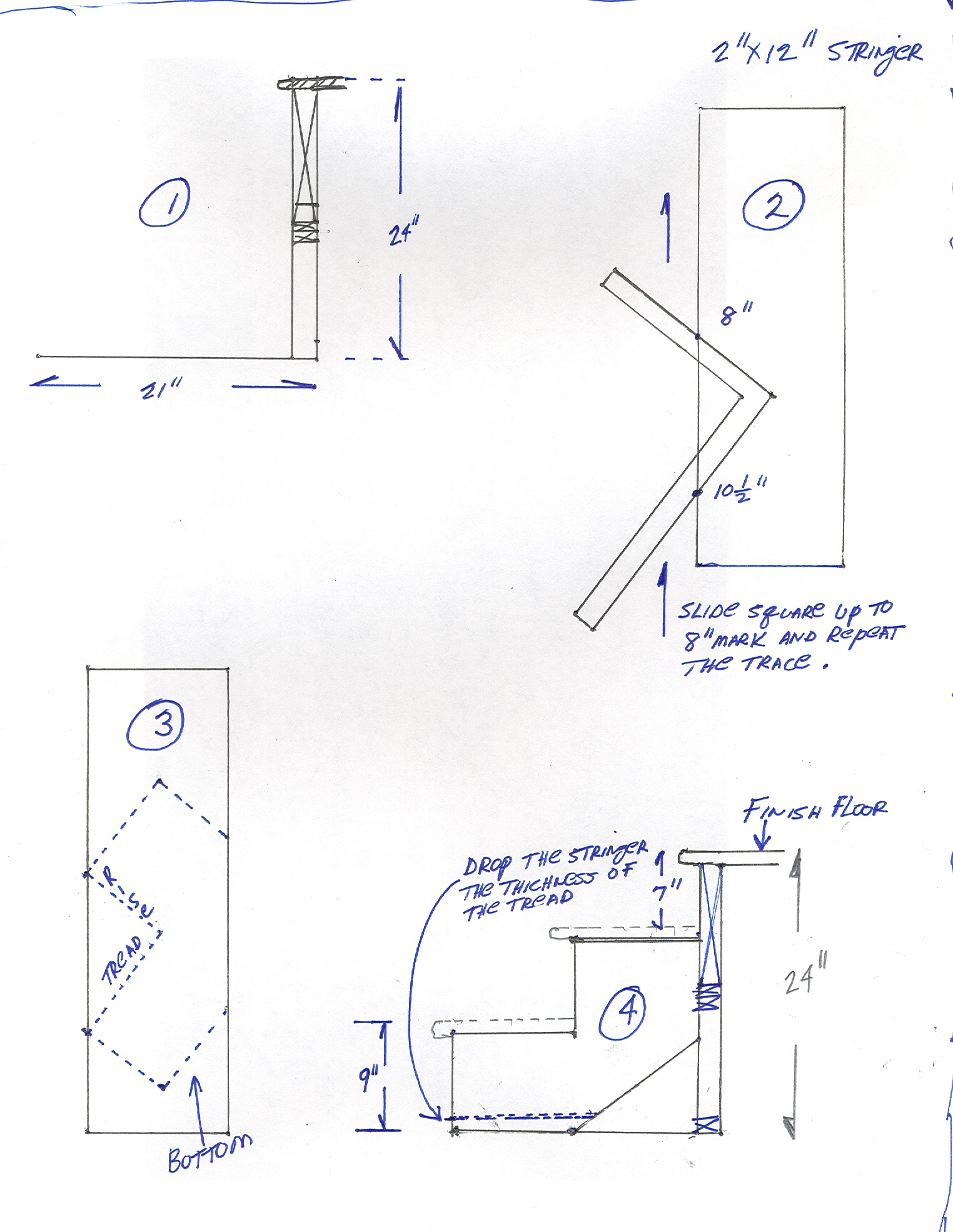
Bản vẽ công trình, một nội dung quan trọng trong hồ sơ xin phép xây dựng

Điều 95 Luật Xây dựng 2020  quy định về hồ sơ xin cấp giấy phép xây dựng theo đó, tuỳ theo tính chất, quy mô công trình, hồ sơ xin cấp giấy phép xây dựng bao gồm những tài liệu chủ yếu sau đây:
- Đơn xin cấp giấy phép xây dựng (đơn theo mẫu quy định sẵn)[12]. Trường hợp xin cấp Giấy phép xây dựng tạm có thời hạn thì trong đơn xin cấp Giấy phép xây dựng còn phải có cam kết tự phá dỡ công trình khi Nhà nước thực hiện giải phóng mặt bằng
- Bản vẽ thiết kế xây dựng công trình. Bản vẽ thiết kế thể hiện được vị trí mặt bằng, mặt cắt, các mặt đứng chính, mặt bằng móng của công trình, sơ đồ vị trí hoặc tuyến công trình, sơ đồ hệ thống và điểm đấu nối kỹ thuật cấp điện, cấp nước, thoát nước mưa, thoát nước thải. Riêng đối với công trình sửa chữa, cải tạo yêu cầu phải có Giấy phép xây dựng thì phải có ảnh chụp hiện trạng công trình.
- Giấy tờ về quyền sử dụng đất theo quy định của pháp luật về đất đai (Sổ đỏ, sổ hồng...). Bản sao một trong những giấy tờ về quyền sử dụng đất
- Đối với công trình, nhà ở riêng lẻ thì trong hồ sơ xin cấp giấy phép xây dựng công trình ngoài các tài liệu trên, chủ công trình xây dựng còn phải có giấy cam kết tự phá dỡ công trình khi Nhà nước thực hiện quy hoạch xây dựng.

Riêng đối với trường hợp xin phép xây nhà tại vùng nông thôn thì hồ sơ xin cấp Giấy phép xây dựng nhà ở nông thôn gồm:
- Đơn xin cấp Giấy phép xây dựng theo mẫu.
- Bản sao một trong những giấy tờ về quyền sử dụng đất theo quy định của pháp luật.
- Sơ đồ mặt bằng xây dựng công trình trên lô đất và các công trình liền kề nếu có do chủ nhà ở đó tự vẽ.

#### Nhận hồ sơ và xét cấp
Cơ quan cấp Giấy phép xây dựng có nhiệm vụ tiếp nhận hồ sơ xin cấp Giấy phép xây dựng, căn cứ vào loại hồ sơ xin cấp Giấy phép xây dựng kiểm tra tính hợp lệ theo quy định. Khi nhận đủ hồ sơ hợp lệ, cơ quan cấp Giấy phép xây dựng phải có giấy biên nhận, trong đó hẹn ngày trả kết quả. Giấy biên nhận được lập thành 02 bản, 01 bản giao cho người xin cấp Giấy phép xây dựng và 01 bản lưu tại cơ quan cấp Giấy phép xây dựng.
Trường hợp hồ sơ xin cấp Giấy phép xây dựng chưa hợp lệ, cơ quan cấp Giấy phép xây dựng giải thích, hướng dẫn cho người xin cấp Giấy phép xây dựng, bổ sung hồ sơ theo đúng quy định. Thời gian hoàn chỉnh hồ sơ không tính vào thời hạn cấp Giấy phép xây dựng.
Cung cấp bằng văn bản thông tin liên quan đến cấp Giấy phép xây dựng khi có yêu cầu của người xin cấp Giấy phép xây dựng. Thời hạn cung cấp thông tin chậm nhất là 7 ngày làm việc, kể từ ngày nhận yêu cầu. Lấy ý kiến các cơ quan có liên quan khi cần làm rõ thông tin để phục vụ việc cấp Giấy phép xây dựng. Trong thời hạn 10 ngày làm việc, kể từ ngày nhận được công văn xin ý kiến, các tổ chức được hỏi ý kiến có trách nhiệm trả lời bằng văn bản cho cơ quan cấp Giấy phép xây dựng. Quá thời hạn trên nếu không có văn bản trả lời thì coi như đã đồng ý và phải chịu trách nhiệm trước pháp luật về mọi hậu quả xảy ra do việc không trả lời hoặc trả lời chậm trễ
Cấp giấy phép xây dựng trong thời hạn không quá hai mươi ngày làm việc, kể từ ngày nhận đủ hồ sơ hợp lệ, đối với nhà ở riêng lẻ thì thời hạn nêu trên không quá mười lăm ngày. Người có thẩm quyền cấp giấy phép xây dựng phải chịu trách nhiệm trước pháp luật và bồi thường thiệt hại do việc cấp giấy phép sai hoặc cấp giấy phép chậm theo quy định.
Thu lệ phí cấp Giấy phép xây dựng theo quy định
Ngoài ra cơ quan nhà nước phải thực hiện một số quy định như: 
- Không được chỉ định tổ chức, cá nhân thiết kế hoặc lập các đơn vị thiết kế trực thuộc để thực hiện thiết kế cho người xin cấp Giấy phép xây dựng
- Niêm yết công khai và hướng dẫn các quy định về việc cấp giấy phép xây dựng tại trụ sở cơ quan cấp Giấy phép xây dựng.
- Kiểm tra việc thực hiện xây dựng theo giấy phép, đình chỉ xây dựng, thu hồi giấy phép xây dựng khi chủ đầu tư xây dựng công trình vi phạm.
- Thông báo cho cơ quan có thẩm quyền không cung cấp các dịch vụ điện, nước, các hoạt động kinh doanh và các hoạt động dịch vụ khác đối với những công trình xây dựng sai quy hoạch, xây dựng không có giấy phép hoặc công trình xây dựng không đúng với giấy phép xây dựng được cấp.
- Giải quyết khiếu nại, tố cáo về việc cấp giấy phép xây dựng.

### Điều chỉnh và gia hạn giấy phép

#### Điều chỉnh Giấy phép
Khi có nhu cầu điều chỉnh thiết kế xây dựng công trình khác với nội dung Giấy phép xây dựng đã được cấp, chủ đầu tư phải xin điều chỉnh Giấy phép xây dựng trước khi thi công xây dựng công trình theo nội dung điều chỉnh. Nội dung khác biệt bao gồm: Vị trí xây dựng công trình, cốt nền xây dựng công trình, các chỉ giới đường đỏ, chỉ giới xây dựng, diện tích xây dựng, tổng diện tích sàn, chiều cao công trình, số tầng (đối với công trình dân dụng) và những nội dung khác được ghi trong giấy phép xây dựng, chủ đầu tư phải xin điều chỉnh giấy phép xây dựng trước khi thi công xây dựng công trình theo nội dung điều chỉnh. Những thay đổi khác thì không phải xin điều chỉnh giấy phép xây dựng đã cấp.
Cơ quan cấp Giấy phép xây dựng là cơ quan có thẩm quyền điều chỉnh Giấy phép xây dựng bảo đảm phù hợp quy hoạch xây dựng và chịu trách nhiệm về nội dung cho phép điều chỉnh. Nội dung điều chỉnh Giấy phép xây dựng được ghi bổ sung vào mục "gia hạn, điều chỉnh" trong Giấy phép xây dựng đã cấp hoặc bằng phụ lục kèm theo Giấy phép xây dựng đã cấp cho chủ đầu tư.
Hồ sơ xin điều chỉnh Giấy phép xây dựng gồm:
- Đơn xin điều chỉnh Giấy phép xây dựng
- Bản chính Giấy phép xây dựng đã được cấp
- Bản vẽ thiết kế điều chỉnh.

Thời hạn xét điều chỉnh Giấy phép xây dựng chậm nhất là 10 ngày làm việc kể từ ngày nhận đủ hồ sơ hợp lệ.

#### Gia hạn Giấy phép
Trong thời hạn 12 tháng, kể từ ngày được cấp Giấy phép xây dựng mà công trình chưa khởi công thì người xin cấp Giấy phép xây dựng phải xin gia hạn Giấy phép xây dựng.
Hồ sơ xin gia hạn Giấy phép xây dựng bao gồm:
- Đơn xin gia hạn Giấy phép xây dựng
- Bản chính Giấy phép xây dựng đã được cấp.

Thời gian xét cấp gia hạn Giấy phép xây dựng chậm nhất là 5 ngày làm việc kể từ ngày nhận đủ hồ sơ hợp lệ. Cơ quan cấp Giấy phép xây dựng là cơ quan gia hạn Giấy phép xây dựng.